# 테더문둥이박쥐
 테더문둥이박쥐(Eptesicus taddeii)는 애기박쥐과에 속하는 박쥐의 일종이다. 브라질 남부 대서양림에 제한적으로 분포한다. 비교적 최근에 발겨된 종으로 전체 몸길이는 최대 120mm이고, 브라질갈색박쥐와 가장 유사하지만 견고한 겉모습과 더 붉은 색, 큰 주둥이, 더 둥근 귀 모양 때문에 구별될 수 있다. 일반명과 종소명은 브라질 동물학자 테더(Valdir Antônio Taddei)의 이름에서 유래했다.